# Sepp Gschwendtner
Sepp Gschwendtner (* 11. September 1944) ist ein deutscher Gleitschirmpilot und einer der Pioniere dieses Sports in Europa. Er war auch einer der Wegbereiter des modernen Sportkletterns in Deutschland. Ihm gelang im Jahr 1981 mit dem „Münchner Dach“ an der Prunner Wand im Altmühltal der erste Weg im UIAA-Schwierigkeitsgrad 9 in Deutschland. Im Jahr 1984 gelang ihm mit „Zombie“ an der Quaderwand im selben Gebiet eine der ersten Routen im  unteren zehnten Grad (UIAA). Der Routenname entstand aus dem Befinden nach den Anstrengungen der Routenkletterei, da sich Geschwendter wie ein Zombie fühlte. Für seine Leistungen erhielt er im Jahr 1985 neben Wolfgang Güllich und Kurt Albert das Silberne Lorbeerblatt, die höchste Sportauszeichnung der Bundesrepublik Deutschland.
Im Jahr 1985 begann er mit der Erschließung des Klettergebietes Kochel, beendete seine Sportkletterkarriere und begann mit dem Gleitschirmfliegen. 1988 absolvierte er am Wendelstein den ersten dokumentierten Streckenflug in Deutschland. Dieser führte über eine Distanz von 14 km. Am 17. Dezember 1989 stellte er einen Streckenrekord über 91 km in Bitterwasser (Namibia) auf.
Heute ist er beim Deutschen Hängegleiterverband (DHV) als Redakteur der Hauszeitung DHV-Info tätig.